# Sistema de control

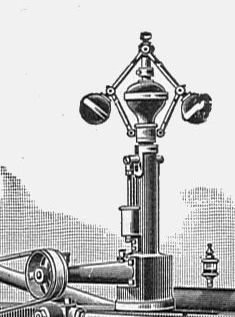
El regulador centrífugo es uno de los primeros mecanismos de control proporcional

Un sistema de control está definido como un conjunto de componentes que pueden regular su propia conducta o la de otro sistema con el fin de lograr un funcionamiento predeterminado.
En un sistema de control pueden identificarse 4 partes: Medición, Acción, Control, y Referencia.
Todo sistema de control mide y hace algo, el proceso lo realiza el controlador que utiliza programas y referencias (Set-point). Las referencias o parámetros son la parte ajustable del Software; son intangibles, no se pueden tocar, y necesitan un soporte físico para memorizarse; y las Mediciones, Accionamientos y Controladores son el Hardware que se pueden ver y tocar.
Por nuestra naturaleza humana es útil mencionar el control manual y el control automático:
- En el control manual, el controlador es un cerebro consciente. Las mediciones son los sentidos, las acciones son musculares, y lo que llamamos mente es el software con sus referencias.
- En el control automático, el controlador es un dispositivo artificial (por ejemplo, mecánico, electrónico, químico, etc.). Las mediciones son por sensores, las acciones son por actuadores, y fue programado para realizar una tarea según referencias previas.

Existen dos clases comunes de sistemas de control: Sistemas de lazo abierto y sistemas de lazo cerrado. En los sistemas de control de lazo abierto, la salida no interviene en la acción de control; mientras que en los de lazo cerrado, se requiere conocer la salida para ejercer el control del sistema. Un sistema de lazo cerrado es llamado también sistema de control con realimentación.
En lo general, se usan sistemas de control industriales para los procesos de producción industriales para controlar equipos o máquinas.

## Objetivos
Los sistemas de control deben:
1. Ser estables y robustos frente a perturbaciones y errores en los modelos.
2. Ser eficientes según un criterio pre-establecido, evitando comportamientos bruscos e irreales.

## Clasificación de los sistemas de control
Los sistemas de control pueden ser de lazo abierto o de lazo cerrado basado en que la acción de control sea independiente o no de la salida del sistema que se desea controlar.

### Sistema de control de lazo abierto
Es aquel sistema en el cual la salida no tiene efecto sobre el sistema de control, esto significa que no hay realimentación de dicha salida hacia el controlador para que éste pueda ajustar la acción de control. 
- Ejemplo 1: Una lavadora que realiza ciclos de lavado en función del tiempo, sin considerar el grado de limpieza de la ropa.
- Ejemplo 2: Un tostador que tuesta un pan en función del tiempo, sin considerar si el pan ya esta suficientemente tostado o no.

Estos sistemas se caracterizan por:
- Ser sencillos y de fácil mantenimiento.
- Tener una salida que no se compara con la entrada.
- Ser afectado por las perturbaciones tangibles o intangibles.
- Tener una precisión dependiente de la calibración del sistema.
- Ser eficaces en los sistemas de control automático

### Sistema de control de lazo cerrado
Son los sistemas en los que la acción de control está en función de la señal de salida; es decir, en los sistemas de control de lazo cerrado o sistemas de control con realimentación, la salida que se desea controlar se realimenta para compararla con la entrada (valor deseado) y así generar un error que recibe el controlador para decidir la acción a tomar sobre el proceso, con el fin de disminuir dicho error y por tanto, llevar la salida del sistema al valor deseado.
- Ejemplo 1: Un calentador de agua termo-tanque de agua que utilizamos para bañar.
- Ejemplo 2: Un regulador de nivel de gran sensibilidad de un depósito. El movimiento de la boya produce más o menos obstrucción en un chorro de aire o gas a baja presión. Esto se traduce en cambios de presión que afectan a la membrana de la válvula de paso, haciendo que se abra más cuanto más cerca se encuentre del nivel máximo.

Estos sistemas se caracterizan por:
- Ser complejos y amplios en cantidad de parámetros.
- La salida se compara con la entrada para realizar el control del sistema.
- Ser más estables a perturbaciones y variaciones internas.

## Tipos de sistemas de control
Los sistemas de control son agrupados en tres tipos básicos: Hechos por el hombre, naturales, o mixtos.

### Hechos por el hombre
Sistemas eléctricos, electrónicos, neumáticos o mecánicos que capturan señales del estado del sistema y coordinan una o varias respuestas, según su lazo de control. Al detectar una desviación de los parámetros pre-establecidos del funcionamiento normal del sistema, estos actúan mediante sensores y actuadores para llevar al sistema de vuelta a sus condiciones operacionales normales de funcionamiento. Un claro ejemplo de este es un termostato, el cual capta consecutivamente señales de temperatura: En el momento en que la temperatura se sale del rango al ascender o descender, este actúa encendiendo un sistema de refrigeración o de calefacción.

### Naturales
Incluyen sistemas biológicos como componentes del sistema de control: Los sentidos (mediciones), los músculos (accionamientos), y el cerebro en su lóbulo frontal (controlador). Por ejemplo, los movimientos corporales humanos como el acto de indicar un objeto, caminar o hablar.
El cerebro en sí mismo es un sistema de control completo:
- Entrada: Los sentidos se procesan en su parte posterior y lateral, ocupando el mayor parte de la masa encefálica.
- Salida: Los movimientos musculares se procesan en su parte central y la corteza motora.
- Control: El lóbulo frontal es el responsable de las acciones ejecutivas.

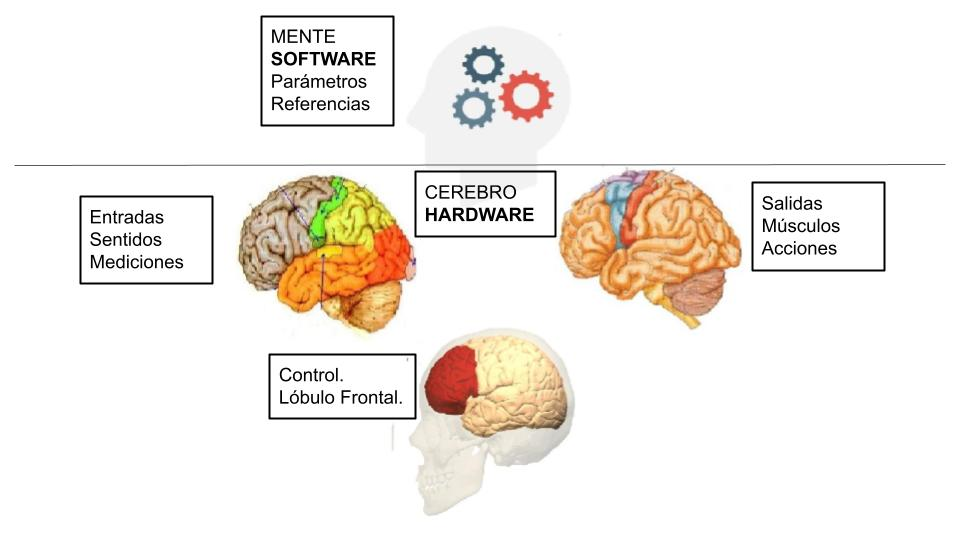
El cerebro y la mente forman un sistema de control, con sus 4 partes: Medición, Acción, Control y Referencia.

Donde el cerebro es el hardware y la mente el software del sistema. 

### Mixtos
Componentes están hechos por el hombre y los otros son naturales. Se encuentra el sistema de control de un hombre que conduce su vehículo. Este sistema está compuesto por el conductor y el vehículo que se transforma en una prolongación de sus acciones musculares.
El destino que tiene el conductor es la referencia del sistema, es el parámetro que toma su mente, y con su cerebro realizará los cálculos, procesará de las señales de sus sentidos y las acciones musculares necesarias para llegar a su destino. 
Otro ejemplo puede ser las decisiones que toma un político antes de unas elecciones. Este sistema está compuesto por su cerebro, los sentidos, sus músculos y toda su mente. La salida se manifiesta en las promesas que anuncia el político, el grado de aceptación de la propuesta por parte de la población, es la realimentación del sistema que ajustará sus próximas acciones en busca de su objetivo o referencia. 

### Control predictivo por modelo
Son los sistemas de control que trabajan con un sistema predictivo, y no activo como el tradicional (ejecutan la solución al problema antes de que empiece a afectar al proceso). De esta manera, mejoran la eficiencia del proceso contrarrestando rápidamente los efectos. Estos pueden ser sistemas de control de:
1. Señalización: Control de semáforos.
2. Temperatura: Control de calefacción de una vivienda.
3. Nivel de líquidos: Control de bombas de agua en un edificio.
4. Transporte vertical o de cargas: Control de ascensores o montacargas, cintas transportadoras.
5. Traslado de componentes: Control de transferencia de archivos, documentos, componentes multimedia, etc.
6. Posición: Control de movimiento de un servomotor.
7. Potencia eléctrica: Control de la Potencia eléctrica proporcionada.

### Otras clasificaciones
1. Causalidad (causales y no causales): Es causal si existe una relación de causalidad entre las salidas y las entradas del sistema, más explícitamente, entre la salida y los valores futuros de la entrada.
2. Entradas y salidas del sistema:
  1. De una entrada y una salida o SISO (single input, single output).
  2. De una entrada y múltiples salidas o SIMO (single input, multiple output).
  3. De múltiples entradas y una salida o MISO (multiple input, single output).
  4. De múltiples entradas y múltiples salidas o MIMO (multiple input, multiple output).
3. Ecuación diferencial del sistema (lineal y no lineal).
4. En función del tiempo:
  1. De tiempo continuo, si el modelo del sistema es una ecuación diferencial, y por tanto el tiempo se considera infinitamente divisible. Las variables de tiempo continuo se denominan también analógicas.
  2. De tiempo discreto, si el sistema está definido por una ecuación por diferencias. El tiempo se considera dividido en períodos de valor constante. Los valores de las variables son digitales (sistemas binario, hexadecimal, etc), y su valor solo se conoce en cada período.
  3. De eventos discretos, si el sistema evoluciona de acuerdo con variables cuyo valor se conoce al producirse un determinado evento.
5. Relación entre las variables de los sistemas (acoplados y desacoplados): Son acoplados cuando las variables de uno de ellos están relacionadas con las del otro sistema, y desacoplados si las variables de ambos sistemas no tienen ninguna relación.
6. Relación de las variables con tiempo y el espacio (estacionarios y no estacionarios): Son estacionarios cuando sus variables son constantes en el tiempo y en el espacio, y no estacionarios cuando sus variables no son constantes en el tiempo o en el espacio.
7. Relación entre la respuesta del sistema y la variación de la entrada (estable e inestable): Es estable cuando ante cualquier señal de entrada acotada se produce una respuesta acotada de la salida, e inestable cuando existe por lo menos una entrada acotada que produzca una respuesta no acotada de la salida.
8. Posibilidad de predecir la respuesta (determinista y estocástico): Es determinista cuando su comportamiento futuro es predecible dentro de unos límites de tolerancia, y estocástico si es imposible predecir el comportamiento futuro yas variables del sistema se denominan aleatorias.

## Características de un sistema de control
1. Control: selección de las entradas de un sistema de manera que los estados o salidas cambien de acuerdo a una manera deseada. Los elementos son:
  - Siempre existe para verificar el logro de los objetivos que se establecen en la planeación.
  - Medición. Para controlar es imprescindible medir y cuantificar los resultados.
  - Detectar desviaciones. Una de las funciones inherentes al control, es descubrir las diferencias que se presentan entre la ejecución y la planeación.
  - Establecer medidas correctivas. El objeto del control es prever y corregir los errores.
  - Factores de control; Cantidad, Tiempo, costo, Calidad.  Controlador: (Electrónica). Es un dispositivo electrónico que emula la capacidad de los seres humanos para ejercer control. Por medio de cuatro acciones de control: compara, calcula, ajusta y limita.  Proceso: operación o desarrollo natural progresivamente continúo, marcado por una serie de cambios graduales que se suceden uno al otro en una forma relativamente fija y que conducen a un resultado o propósito determinados. Operación artificial o voluntaria progresiva que consiste en una serie de acciones o movimientos controlados, sistemáticamente dirigidos hacia un resultado o propósito determinados. Ejemplos: procesos químicos, económicos y biológicos.  Supervisión: acto de observar el trabajo y tareas de otro (individuo o máquina) que puede no conocer el tema en profundidad.
2. Señal de Corriente de Entrada: Considerada como estímulo aplicado a un sistema desde una fuente de energía externa con el propósito de que el sistema produzca una respuesta específica.
3. Señal de Corriente de Salida: Respuesta obtenida por el sistema que puede o no relacionarse con la respuesta que implicaba la entrada.
4. Variable Manipulada: Es el elemento al cual se le modifica su magnitud, para lograr la respuesta deseada. Es decir, se manipula la entrada del proceso.
5. Variable Controlada: Es el elemento que se desea controlar. Se puede decir que es la salida del proceso.
6. Conversión: Mediante receptores se generan las variaciones o cambios que se producen en la variable.
7. Variaciones Externas: Son los factores que influyen en la acción de producir un cambio de orden correctivo.
8. Fuente de Energía: Es la que entrega la energía necesaria para generar cualquier tipo de actividad dentro del sistema.
9. Retroalimentación: La retroalimentación es una característica importante de los sistemas de control de lazo cerrado. Es una relación secuencial de causas y efectos entre las variables de estado. Dependiendo de la acción correctiva que tome el sistema, este puede apoyar o no una decisión, cuando en el sistema se produce un retorno se dice que hay una retroalimentación negativa; si el sistema apoya la decisión inicial se dice que hay una retroalimentación positiva.
10. Variables de fase: Son las variables que resultan de la transformación del sistema original a la forma canónica controlable. De aquí se obtiene también la matriz de controlabilidad cuyo rango debe ser de orden completo para controlar el sistema.

## La ingeniería en los sistemas de control
Problemas
Los problemas considerados en la ingeniería de los sistemas de control, básicamente se tratan mediante dos pasos fundamentales como son:
1. El análisis.
2. El diseño.

Aquel el análisis se investiga las características de un sistema existente. Mientras que en el diseño se escogen los componentes para crear un sistema de control que posteriormente ejecute una tarea particular. 
Métodos de diseño
Existen dos métodos de diseño:
1. Diseño por análisis.
2. Diseño por síntesis.

Representación
La representación de los problemas en los sistemas de control se lleva a cabo mediante tres representaciones básicas o modelos:
1. Ecuaciones diferenciales, integrales, derivadas y otras relaciones matemáticas.
2. Diagramas de bloque.
3. Gráficas en flujo de análisis.

Los diagramas en bloque y las gráficas de flujo son representaciones gráficas que pretenden el acortamiento del proceso correctivo del sistema, sin importar si está caracterizado de manera esquemática o mediante ecuaciones matemáticas.
Las ecuaciones diferenciales y otras relaciones matemáticas, se emplean cuando se requieren relaciones detalladas del sistema. Cada sistema de control se puede representar teóricamente por sus ecuaciones matemáticas. El uso de operaciones matemáticas es patente en todos los controladores de tipo Controlador proporcional (P), Controlador proporcional,Integral (PI) y Controlador proporcional, integral y derivativo (PID), que debido a la combinación y superposición de cálculos matemáticos, ayuda a controlar circuitos, montajes y sistemas industriales, para así ayudar en el perfeccionamiento de los mismos.